# ねずみ大根
ねずみ大根（ねずみだいこん）は辛味大根の一種。長野県埴科郡坂城町の特産品であり、信州の伝統野菜に認定されている。
外観は下ぶくれで尻尾のような細い根が出ているのが特徴で、ネズミの姿を思わせることが命名の由来となっている。江戸時代に長崎から伝わったという。町内にはかつての宿場として鼠宿があるが、この地名はねずみ大根の直接的な由来ではないとされる。
直径は5 - 10センチメートルと小さい。味は強い辛味があるが、坂城町で「あまもっくら（甘もっくら）」と表現されるまろやかな甘い後味もあるのが特徴となっている。
沢庵漬け、おやきの具、皮ごとすりおろして蕎麦やうどんの薬味にと利用される。また、ねずみ大根を使用した坂城町の伝統料理に「おしぼりうどん」がある。この他、坂城町ではねずみ大根を使ったサラダドレッシングや焼酎といった加工品の製造、販売も行われている。
ねずみ大根は、標高400メートルから500メートルの高地で栽培され、小石混じりのような条件の悪い畑のほうが美味しく育つと言われる。また大きくなると辛味が薄れるため、大きく育つ前、11月中旬から12月中旬に収穫される。栽培は乾燥気味に、肥料は控えめにしてつくられる。播種は点まきで1カ所に5粒ほど種をまき、間引きしながら育てる。間引きは、本葉が2枚出たときと、本葉5、6枚の時に行い、最終的に1カ所に1本だけを残す。土から根の肩の部分が出たら、大きさを見て収穫する。

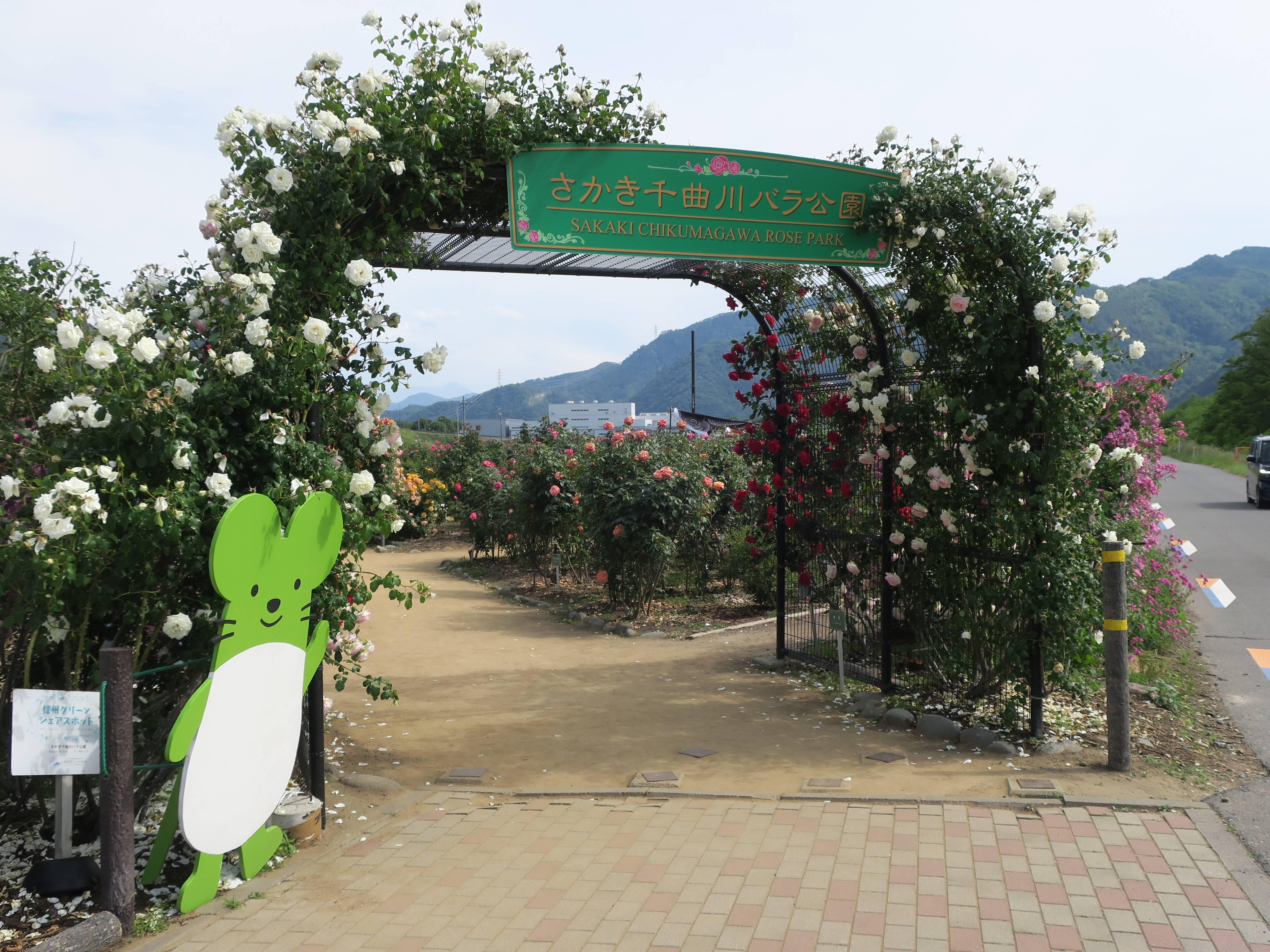
さかき千曲川バラ公園で観光客を迎えるねずこん（左）

2011年には町のマスコットキャラクター（ゆるキャラ）としてねずこんが設定された。
長野県坂城町以外の地域のねずみ大根としては、滋賀県草津市山田地区原産の「山田ねずみ大根」があり、近江の伝統野菜に指定されている。こちらの呼び名もネズミを思わせる外観に由来している。